# Pošná
Pošná (en allemand : Poschna) est une commune du district de Pelhřimov, dans la région de Vysočina, en République tchèque. Sa population s'élevait à 258 habitants en 2024.

## Géographie
Pošná se trouve à 3 km au sud-est de Pacov, à 13,5 km à l'ouest-nord-ouest de Pelhřimov, à 40 km à l'ouest-nord-ouest de Jihlava à 83 km au sud-est de Prague.
La commune est limitée par Pacov et Samšín au nord, par Bořetice, Útěchovičky, Litohošť et Leskovice à l'est, par Zlátenka au sud et par Kámen et Důl à l'ouest.

## Histoire
La première mention écrite de la localité date de 1369.

## Administration
La commune se compose de trois sections :
- Pošná
- Nesvačily
- Proseč
- Zahrádka

## Transports
Par la route, Pošná se trouve à 4 km de Pacov, à 15,5 km de Pelhřimov, à 46,5 km de Jihlava à 105 km de Prague.